# The Man I Love (1929)
The Man I Love is een Amerikaanse filmkomedie uit 1929 onder regie van William A. Wellman.

## Verhaal
De bokser Dum-Dum Brooks wil koste wat het kost kampioen worden. Hij is verliefd op een aardig meisje, maar hij laat zich tegelijkertijd ook in met de schoonheidskoningin Sonia Barondoff.

## Rolverdeling
| Acteur           | Personage       |
| ---------------- | --------------- |
| Richard Arlen    | Dum-Dum Brooks  |
| Mary Brian       | Celia Fields    |
| Olga Baclanova   | Sonia Barondoff |
| Harry Green      | Curly Bloom     |
| Jack Oakie       | Lew Layton      |
| Pat O'Malley     | D.J. McCarthy   |
| Leslie Fenton    | Carlo Vesper    |
| Charles Sullivan | Champ Mahony    |
| Sailor Vincent   | K.O. O'Hearn    |
| Bob Perry        | Portier         |